# 慢性閉塞性肺疾患
| 順位 | 疾病                            | DALYs （万） | DALYs （%） | DALYs （10万人当たり） |
| ---- | ------------------------------- | ------------ | ----------- | ---------------------- |
| 1    | 2019年コロナウイルス感染症      | 24,306.3     | 8.1         | 3,061.5                |
| 2    | 虚血性心疾患                    | 19,389.3     | 6.4         | 2,442.2                |
| 3    | 脳卒中                          | 16,020.2     | 5.3         | 2,017.8                |
| 4    | 下気道感染症                    | 10,564.2     | 3.5         | 1,330.6                |
| 5    | 早産による合併症                | 10,048.0     | 3.3         | 1,265.6                |
| 6    | 背中と首の痛み                  | 9,088.2      | 3.0         | 1,144.7                |
| 7    | 糖尿病                          | 8,053.4      | 2.7         | 1,014.4                |
| 8    | COPD                            | 7,806.8      | 2.6         | 983.3                  |
| 9    | 下痢性疾患                      | 6,974.3      | 2.3         | 878.4                  |
| 10   | 交通事故                        | 6,785.3      | 2.3         | 854.6                  |
| 11   | 結核                            | 6,063.6      | 2.0         | 763.7                  |
| 12   | 出生合併症 (新生児仮死又は外傷) | 5,925.9      | 2.0         | 746.4                  |
| 13   | うつ病性障害                    | 5,665.6      | 1.9         | 713.6                  |
| 14   | 先天異常                        | 5,272.2      | 1.7         | 664.1                  |
| 15   | マラリア                        | 5,205.9      | 1.7         | 655.7                  |
| 16   | 肝硬変                          | 4,593.6      | 1.5         | 578.6                  |
| 17   | 気管、気管支、肺がん            | 4,564.8      | 1.5         | 575.0                  |
| 18   | その他の難聴                    | 4,419.3      | 1.5         | 556.6                  |
| 19   | 墜死                            | 4,385.5      | 1.5         | 552.4                  |
| 20   | 腎臓病                          | 4,372.1      | 1.5         | 550.7                  |

慢性閉塞性肺疾患（まんせいへいそくせいはいしっかん、COPD: chronic obstructive pulmonary disease）は、代表的な慢性呼吸器疾患の一つであり、肺胞の破壊や気道炎症が起き、緩徐進行性および不可逆的に息切れが生じる病気である。多くの場合、咳嗽や喀痰も見られる。
気管支喘息も閉塞性肺疾患の一つであるが、COPDとは異なる病態として区別されている。しばしば混同されているが、アレルギーを主病因とすること、通常は可逆的であること、好発年齢が若い、などの点でCOPDと異なる。COPDと喘息が合併する場合も知られている。
COPDの主要な原因は喫煙であり（間接的・受動的曝露を含む）、少数は大気汚染や職業病などによる、有毒なガスや微粒子の吸入である。日本名における慢性閉塞性肺疾患 (COPD) は通称「たばこ病」であり、厚生労働省は以前「COPD」の名称として「たばこ病」や「肺たばこ病」を検討していた。
2012年には世界で年間300万人がCOPDで死亡しており、これは世界における死因の6%を占める。死者の90%以上は中低所得国である。2030年までに、COPDは世界3位の死因になるであろうとWHOは予測している。

## 概念
以前より病理学的に「肺気腫」と呼ばれていた疾患概念と臨床的に「慢性気管支炎」と呼ばれていた疾患概念を統一したもので、慢性閉塞性肺疾患 (COPD) として総称する疾患概念となった。2001年の国際ガイドライン (GOLD) および日本呼吸器学会の診療ガイドラインにこれらのことが明記され、日本および国際的な学会レベルでも本疾患概念は公式のものとなっている。元々、呼吸機能検査の分類上の呼称から、肺気腫、慢性気管支炎とも閉塞性肺疾患に分類されていた通り、COPDは閉塞性肺疾患に分類される。
日本呼吸器学会が2009年に発表した、「COPD（慢性閉塞性肺疾患）診断と治療のためのガイドライン 第3版」によると下記のような定義が示されている。

## 病態

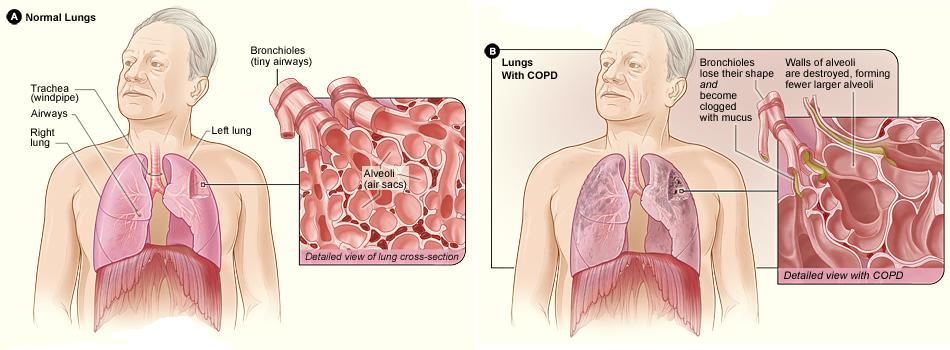
健常者の肺胞（左）とCOPD患者の肺胞（右）の比較図。肺胞壁の破壊による肺胞自体の減少などが見て取れる

すべての喫煙者の肺には呼吸細気管支のレベルで炎症がみられる。COPDはそれらの末梢気道の病変を初発病変として、さらに炎症が慢性化するとともに周囲に進展し、進行するものと考えられている。末梢側に炎症が進展した場合、肺胞の破壊などのいわゆる気腫化が起こり、中枢側に炎症が波及した場合には、気管支粘液腺の肥大や気道上皮の浮腫、気道平滑筋の肥厚、気道分泌液の貯留、などのいわゆる気道病変が起こる。
病態の進展に伴い、肺過膨張および閉塞性換気障害、ガス交換障害が進行する。COPDの初期は無症状である。肺過膨張と閉塞性換気障害が進行することにより、換気気流の抵抗が高くなったり横隔膜を始めとする呼吸筋が力学的に不利な状況におかれるようになったりするため、呼吸のためのエネルギー効率が低下し、徐々に労作時の息切れが顕在化する。息切れは、当初は階段や坂道などの昇りで自覚されるが、平地の歩行、ついで着替えや会話などの日常動作、さらには安静時にも生じるほど重症化する。息切れによって運動能が制限される状況となるが、呼吸数が増える際に起こる動的過膨張が関与する。ガス交換障害は病初期は問題にならないが、気管支炎による抵抗の増加と重なる、肺胞の破壊が進むなどして重症化して低酸素血症となれば、日常の身体機能や臓器機能に影響するとともに、日常活動が制限されるようになるため、在宅酸素療法 (HOT) などの酸素吸入療法が必要である（ガス交換機能が破壊されている上、換気気流の抵抗が大きくなるため呼吸としてほぼ破綻状態にある）。COPDでは、感染などを契機として急速に病態が悪化することがあり、それらは急性増悪と呼ばれている。通常、急性増悪を一旦起こすと、一般状態レベルの低下が著しく見られ、回復には時間を要する。増悪を繰り返す場合ほど、生活の質や予後が悪い。COPDは肺のみならず、全身性の炎症や筋力低下、骨粗しょう症、体重減少、虚血性心疾患、その他の種々の全身併存症が認められる。

## 病因
発症の主因は、喫煙中のオキシダントをはじめバイオマス等の燃焼性物質による外因性因子である。COPD患者の90%は喫煙者であり、非喫煙者に比べて喫煙者ではCOPDの発症リスクは6倍である。また喫煙者の約10 - 15%がCOPDを発症するが、高齢者に限ると50%近くがCOPDである。ただし、喫煙者全員がCOPDを発症するわけではないことから、遺伝的α1-アンチトリプシン欠損症等やCHRNA3-5やHHIP等の内因性因子の提唱もある。

## 分類

### 病変の主座による分類
COPDは中枢気管支から末梢気道に至る気道に慢性炎症が生じる疾患である。炎症の主座により、主に肺胞の破壊が進行する気腫優位型（以前の肺気腫）と、主に中枢気道に炎症をおこす気道病変優位型（以前の慢性気管支炎）に分類されるが、これらが種々の割合で混在する。2009年に発行された日本呼吸器学会の診療ガイドライン第3版では、これらの分類は前者が「気腫型」、後者は「非気腫型」とされ、それらは主にCTなどの画像所見から判断することが明記された。

### 病期分類
Global Initiative for Chronic Obstructive Lung Disease (GOLD)や日本呼吸器学会の分類では、COPDの重症度はスパイロメトリー検査により、1秒量の正常値に対するパーセント (FEV1/ predicted FEV1) で、0期（COPD予備群）およびI期からIV期の5期に分類される。
| 病期              | 定義                                                                                                 |
| ----------------- | --- |
| 0期（COPD予備群） | 咳嗽、喀痰など症状はあるがスパイロメトリーは正常（まだCOPDではない）                                 |
| I期（軽症）       | 1秒率70%未満かつ1秒量が正常値の80%以上                                                               |
| II期（中等症）    | 1秒率70%未満かつ1秒量が正常値の50%以上80%未満                                                        |
| III期（重症）     | 1秒率70%未満かつ1秒量が正常値の30%以上50%未満                                                        |
| IV期（最重症）    | 1秒率70%未満かつ1秒量が正常値の30%未満、あるいは1秒量が正常値の50%未満で慢性呼吸不全か右心不全を合併 |

## 症状

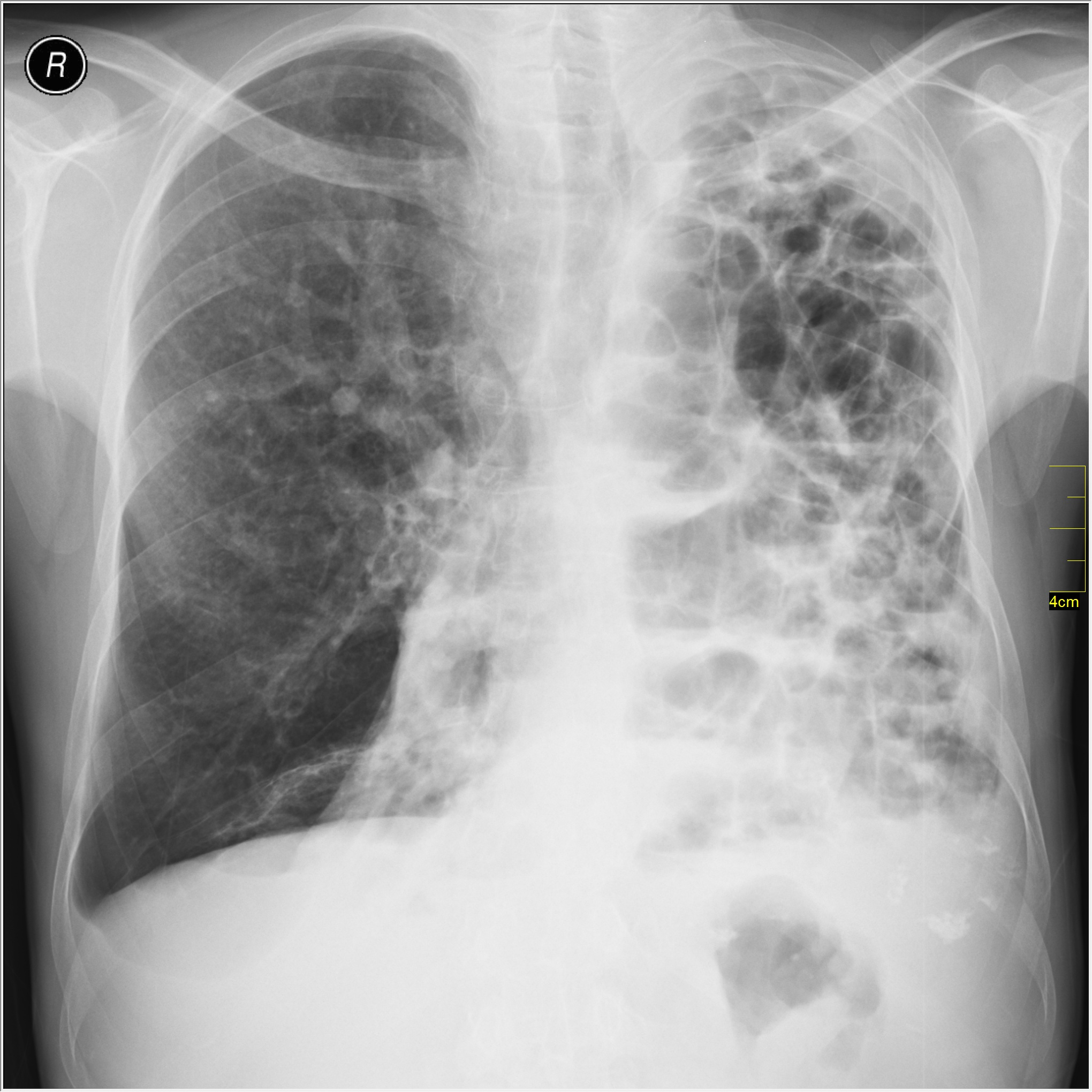
深刻な肺気腫

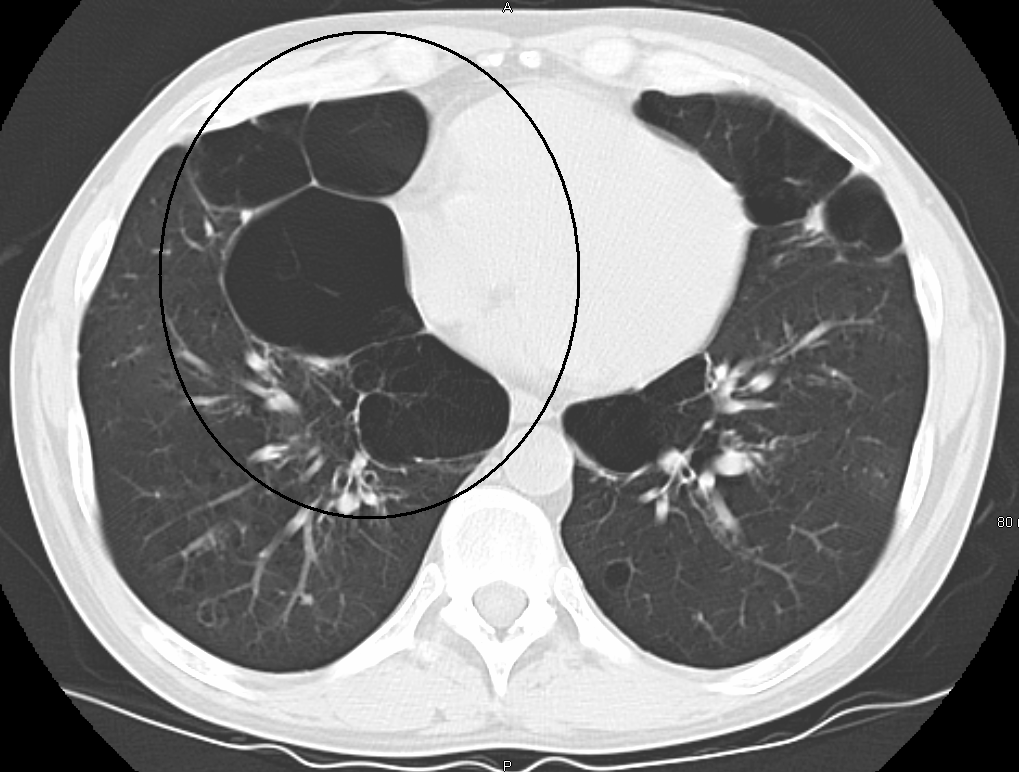
末期患者のCT

当初は無症状であるが、進行していくにつれて労作時の息切れがみられるようになり、運動機能は低下していく。咳嗽、喀痰がみられることも多いが、見られないこともある。重症化すると、呼吸不全、慢性高二酸化炭素血症となり予後も不良の状況となる。肺炎、気管支炎をおこしやすく、それを契機にした急性増悪を繰り返しやすい。また、重症者であるほど、急性増悪が重症化しやすい。全身の併存症を合併しやすく、特に気腫型では、呼吸効率の低下によるエネルギー消費亢進や食欲の低下などによるエネルギー摂取量の低下により栄養障害を起こしやすい。

### COPD増悪
COPDの増悪とは、呼吸困難、咳、喀痰といった症状が日常の生理的変動を超えて急性に悪化し、安定期の治療内容の変更を要するもののことである。ただし、他疾患（心不全、気胸、肺血栓塞栓症など）の合併による増悪は除外される。増悪の頻度で最も多いのが呼吸器感染症と大気汚染であるが約30%で増悪の原因は特定できない。急性増悪時には医療機関でパルスオキシメトリー、血液ガス分析、胸部単純Xp、心電図、血液検査（血算、CRP、電解質、肝腎機能など）の検査が、必要に応じて胸部CTや血液培養、喀痰Gram染色と培養、肺炎球菌尿中抗原などの感染症検査、心臓超音波検査、血清BNP濃度測定、凝固能検査などが行われる。重症度は呼吸器学会のCOPD（慢性閉塞性肺疾患）診断と治療のためのガイドライン（2014年1月現在 第4版）によって決められることが多い。
軽症
呼吸困難の悪化、喀痰量の増加、喀痰の膿性化のうち1つと、5日以内の上気道感染、他に原因のない発熱、喘鳴の増加、咳の増加、呼吸数あるいは心拍数の20%以上の増加のつち一つ以上が認められる。
中等症
呼吸困難の悪化、喀痰量の増加、喀痰の膿性化のうち2つ以上が認められる。
重症
呼吸困難の悪化、喀痰量の増加、喀痰の膿性化のすべてが認められる。
増悪と判断した場合は薬物療法、酸素療法、換気補助療法がおこなわれる。薬物療法ではABCアプローチ（抗菌薬、気管支拡張薬、ステロイド）が用いられる。呼吸困難の第一選択は短時間作用性気管支拡張薬である。気管支拡張薬の吸入容量や回数を増加させる。効果が不十分な場合は短時間作用型抗コリン薬の併用を行い、これら治療を30分から60分ごと反復する。これらの吸入薬で効果不十分ならばテオフィリン薬の静脈投与を考慮する。安定期の病期がⅢ期以上の症例、呼吸困難が高度な症例、入院を要する症例では細菌感染がある場合もプレドニゾロン30 - 40mg/dayの7 - 10日の投与が推奨されている。喀痰の膿性化が認められる場合は、細菌感染の可能性が高いため抗菌薬の使用が推奨される。

### 予後
肺ガンなどの悪性疾患とは異なり、病気の進行が直接生命予後に呼吸不全として影響するまでは、相当の時間を要する。経過中に発症した肺炎などの感染症や肺ガン、虚血性心疾患が死亡原因となることが多く、生活の質を維持するケアとともにこれらの合併症を予防していく注意が生命予後を改善させる。酸素療法は低酸素血症に対して行い、予後を改善させる。呼吸機能（一秒量、最大吸気量、など）、運動能力、呼吸困難度、体重（栄養状態）、などの要素が予後悪化因子であることがわかっており、これらに対する治療が診療管理の課題と考えられている。外来治療では経口ペニシリン系薬、またはニューキノロン系薬の7 - 14日間の投与が行われる場合が多い。酸素療法はPaO2 ≧ 60Torr、またはSpO2 ≧ 90%を目標に調節する。
これらの初期治療に反応がなければ入院加療が検討される。入院治療が必要な例としては、呼吸困難の急激な増悪、チアノーゼや浮腫の出現、増悪に対する初期治療に無反応、重大な併存症、頻回の増悪、不整脈の出現、診断が不確実で鑑別診断が必要な場合、高齢者、在宅サポートが不十分などがあげられる。初期治療に反応しない重度の呼吸困難、錯乱、傾眠、昏睡などの精神状態の出現、酸素投与やNPPVにもかかわらず改善しない低酸素血症、または高二酸化炭素血症、あるいは呼吸性アシドーシス、IPPVが必要な状態、血行動態が不安定などではICU入院の適応となる。

## 疫学
| no data ≦ 110 110-220 220-330 330-440 440-550 550-660 | 660-770 770-880 880-990 990-1100 1100-1350 ≧ 1350 |

COPDの人口10万人あたりDALY（2004年）
no data
≦ 110
110-220
220-330
330-440
440-550
550-660
660-770
770-880
880-990
990-1100
1100-1350
≧ 1350

WHOの試算では、2005年の世界のCOPD患者数（中等症以上）は8,000万人、うち年間300万人がCOPDにより命を落としている。COPDは死亡原因の第4位を占めているが、今後10年間でさらに30%増加すると予測している。
イギリスでは、患者数は300万人と推定されるが、うち200万人は未受診で、受診につながるのは50代になってからとされる。
日本では、受診患者数は34万人（2001年）。厚生労働省の統計によると、2005年に14,416人（男性11,018人、女性3,398人、全死亡数の1.3%）がCOPDにより死亡し、死亡原因の10位、男性に限ると7位を占めている。令和元年（2019年）には17,836人（男性14,822人、女性3,014人）がCOPDで死亡しており、男性の死因順位は9位であった。
潜在患者数は530万人とされる（2004年）。
1997年、WHOとアメリカ心肺血液研究所 (NHLBI)、アメリカ国立衛生研究所 (NIH) は、全世界的なCOPDの予防と治療を目的として、GOLD（Global Initiative for Chronic Obstructive Lung Disease、慢性閉塞性肺疾患に対するグローバルイニシアチブ）という国際機関を発足させた。2001年にCOPDの国際的ガイドラインを発表し、その後改訂を重ね、COPDの診断、管理、治療の世界標準となっている。

## 検査
成人喫煙者はCOPDの可能性がある。症状の目安は労作時の息切れ、咳、痰であるが、症状がなくても初期のCOPDの可能性を疑うべきである。
- 呼吸機能検査（スパイロメトリー）[18]。
  - 診断基準は、1秒率70%未満である（厳密には、気管支拡張薬（β2刺激薬）吸入後のスパイロメトリー検査で判定）。
- X線検査・CT検査
  - 肺野透過性亢進・横隔膜の平坦化・肺野低吸収領域の増加・気道内腔の狭小化

## 治療
COPDは病期に応じて段階的な治療を行う。以前は治療法があまりないとして放置されることも多々みられたが、現在では治療可能な疾患であるとの概念が浸透している。ただし、COPDの病気自体は非可逆的な病態が大きな部分を占めており、肺胞破壊病変を修復するような根治的な治療は現時点では開発されていない。ただ、新たな薬剤開発や呼吸リハビリテーションの発展と普及によって、これまでよりも格段によい生活状態に改善できるようになっている。現在ある状況を可能な限り改善し、それを維持し、長期的な悪化を可能な限り最小限にとどめていくのが、現在の基本的なCOPD治療スタンスである。
1. すべての病期にわたり、禁煙、インフルエンザ等のワクチン接種[19]

などが勧められている。特に、無症状の軽症患者に対する禁煙指導はもっとも重要な治療ステップである。
1. 第二期から長時間作用型気管支拡張剤を主とする薬物療法が行われる。テオフィリン、去痰薬なども必要に応じて選択される。
2. 第三期以降、急性増悪を繰り返す患者では、吸入ステロイドが考慮される。
3. 第三から四期の重症者では、必要に応じて、在宅酸素療法 (HOT)[20]、非侵襲的陽圧呼吸、外科療法、などが考慮される。
4. 第一期または二期の早い段階から、栄養指導を含めた呼吸リハビリテーションの実施が望ましく、施行が必須と考えられている。重症者でも呼吸リハビリテーションの意義は非常に大きい。全病期を通じて、短時間作用型の気管支拡張剤の頓用は必要に応じて選択される。

主に若年性の重症気腫型のCOPDに対し、本人の希望によって肺移植の適応が検討されることがある。

### 禁煙
COPDの最大危険因子である喫煙をやめることで、COPDの進行を遅らせ、生命予後を改善する。COPDにおける一秒量 (FEV1.0) 経年低下はCOPDの機能的な重症化の代表的な指標であるが、禁煙はいろいろな治療法のなかで、唯一進行抑制効果をもつ。

### 薬物療法
2013年のガイドライン改訂後は第一選択薬として、長時間作用性抗コリン薬 (LAMA) と長時間作用性β2刺激薬 (LABA) を同時に推奨している。
吸入ステロイド薬（ICS）に関しては、単剤としての適応はなく、下記に示す配合剤が適応を取得しているが、ICSを投与する際には、病態を形成する気道炎症のpheno-endotypeを正しく同定した上で、リスク（肺炎の副作用等）とベネフィットを充分に評価することが不可欠である。
- 長時間作用型気管支拡張吸入薬
  - 長時間作用型抗コリン吸入薬 (LAMA)（スピリーバ(吸入用カプセル18μgおよび2.5μgレスピマット)、シーブリ、エクリラ、エンクラッセ）
  - 長時間作用型ベータ2刺激吸入薬 (LABA)（セレベント、オンブレス、オーキシス）
- 貼付型気管支拡張薬（ホクナリンテープなど）
- テオフィリン（徐放性）製剤（テオドール、テオロングなど）
- LAMA/LABA合剤（スピオルト、ウルティブロ、アノーロ、ビベスピエアロスフィア）
- ICS/LABA合剤（アドエア、シムビコート、レルベア100エリプタ、ブデホル）
- ICS/LAMA/LABA合剤（テリルジー100エリプタ、ビレーズトリエアロスフィア）
- 喀痰調整薬（ムコダイン、ムコソルバンなど）
- 短時間作用型気管支吸入薬 (SABA)
  - 短時間作用型ベータ刺激吸入薬（メプチン、サルタノール、ベロテックなど）
  - 短時間作用型抗コリン吸入薬（テルシガンなど）

このほか、必要に応じて
抗生物質、鎮咳薬、経口ステロイド薬、その他の併存症に対する薬剤など

### リハビリテーション
運動療法がメインであり、それらはコンディショニング、自立を促すADLトレーニング、筋力・持久力トレーニングからなる。患者教育によって日常生活の適切な自己管理を行えるようにし、運動がライフスタイルに組み込まれていくことが重要である。重症者ではコンディショニングを中心にしたメニュー、軽症者では筋力・持久力トレーニングを中心にするなど、個々の症例の事情に応じたプログラムによって行われる。コンディショニングには、呼吸トレーニング（口すぼめ呼吸、腹式呼吸）や呼吸筋のリラクゼーション、四肢筋のケアなどが含まれている。排痰などのケアもコンディショニングの一部として行われる。栄養指導、感染管理、薬剤指導、メンタルサポート、その他包括的な内容がリハビリテーションの中に加えられている。

## 歴史
労作時息切れと肺の過膨張と特徴とする疾患概念は、1685年にWillisにより初めて記載された。イタリアの解剖学者ジョヴァンニ・バッティスタ・モルガーニは、この疾患患者の肺は剖検時に開胸してもしぼまないことを1761年の著書『De Sedibus et Causis Morborum per Anatomen』に記載し、1819年にフランスの内科医ルネ・ラエンネックは「肺の過膨張状態で肺組織の萎縮を伴う疾患」として「肺気腫 (emphysema)」という用語を導入した。しかし当時、肺気腫は解剖病理学的疾患としての意味合いが強く、臨床症状としての過膨張や気流制限を客観的にとらえられるようになるには、1949年にティフェノーが開発した呼吸機能検査まで待たねばならなかった。
1950年代、人口増加と高年齢化、大気汚染や喫煙の増加等により、労作時息切れや喀痰の増加を特徴とする疾患患者が増加していた。これをイギリスでは「慢性気管支炎」と呼び、アメリカ合衆国では「肺気腫」と呼んだが、肺気腫・慢性気管支炎ともに気流制限を主要な特徴とするものの、両者の異同が問題となっていた。また気管支喘息の合併例や、鑑別の難しい例もみられた。そのため、慢性気管支炎、肺気腫、気管支喘息などに関する用語、定義、分類の統一を目指し、1958年イギリス学派が中心となりチバ・ゲスト・シンポジウム (Ciba Guest Symposium) が開催された。ここで慢性気管支炎は咳や痰の持続期間等の臨床症状に基づいて用いるべき用語であること、肺気腫は病理形態学的用語であることが提言された。また同会でこれらの疾患概念を包括する用語として、「慢性非特異的肺疾患 (chronic non-specific lung disease)」が提案されたが、1965年この用語を止め、慢性気管支炎の用語を拡大して分類を行った。
慢性気管支炎 (chronic bronchitis) の分類（1965年）
単純性慢性気管支炎 (simple chronic bronchitis)
- 痰の分泌過多を呈するもの

慢性または反復性化膿性気管支炎 (chronic or recurrent mucopurulent bronchitis)
- 明らかな感染によるもの

慢性閉塞性気管支炎 (chronic obstructive bronchitis)
- 気流制限を伴うもの（アメリカ学派のいう「肺気腫」はここに含まれるが、病理学的肺気腫がないものも含まれる）

当時、慢性気管支炎は痰の分泌過多から感染をきたし、感染により進行して気流制限を呈するようになる、という病期のプロセスが想定されていた（後に否定される、後述）。
一方アメリカ学派は、チバ・ゲスト・シンポジウムの提言を受けて1962年アメリカ胸部学会 (ATS) において慢性気管支炎、肺気腫、気管支喘息の三つの異同について討論し、慢性気管支炎はイギリス学派と同様に臨床像により決定される疾患であること、肺気腫は主に病理形態学的な概念であることが確認されたが、肺気腫の臨床的側面について言及し、また上記三疾患を独立した疾患とするなど概念の完全な統一には至らなかった。その後イギリス学派のフレッチャーとアメリカ学派のバロウズらによる共同研究が行われ、肺気腫・慢性気管支炎（および気管支喘息の一部）を包括した概念として「COPD (chronic obstructive pulmonary disease)」、「COLD (chronic obstructive lung disease)」といった用語が提唱され、またその他「CAO (chronic airflow obstruction)」「CAL (chronic airflow limitation)」などの用語も提案された。1965年アメリカ胸部疾患学会は、慢性びまん性の気流制限をきたす疾患を「COLD」と呼び、A型、B型、および分類不能のX型に分類した。
ATSによる慢性閉塞性肺疾患の分類（1965年）
- A型 - 肺気腫型、赤やせ型 (pink puffer) ともいう。チアノーゼはなく、痰は粘液性で少量。
- B型 - 慢性気管支炎型、青ぶとり型 (blue bloater) ともいう。チアノーゼを呈し、多量の膿性痰が出る。

1968年気流制限やガス交換は径2mm以下の末梢気道病変によることが示され、COPDの病態として細気管支領域の病変が重視されるようになった。1975年アメリカ胸部疾患学会 (ATS) とアメリカ胸部医師会 (ACCP) の合同会議において気管支喘息は（オーバーラップはあるものの）COPDから切り離され、また末梢気道病変（細気管支炎）がCOPDの病態に関係することが指摘され、現在のCOPDの概念の基礎ができた。その後、慢性気管支炎にみられる気道分泌過多や気道感染は気流制限には関与しないこと、気流制限は末梢気道病変が関与するのに対し気道分泌過多は中枢気道病変が関与すること、気道分泌過多と気流制限は両者とも主に喫煙によるものであるが、その二つには相関がないことが示され、痰の分泌過多から感染をきたし、感染により進行して気流制限を呈するようになる、という慢性気管支炎の病期のプロセスは否定された。末梢気道病変の重要性に関する知見が集積されてきたことにより、COPDの概念に見直しが迫られ、1986年ATSは、COPDと気管支喘息の診断と治療に関する声明を発表した。ここでCOPDは非可逆的な気流制限であること、COPDには肺気腫、慢性気管支炎、末梢気道病変 (peripheral airway disease) の3つが含まれることが記載された。
また、疫学調査等からCOPD患者、COPD予備軍が非常に多く、世界の死亡者数の上位を占めることが示され、1990年代世界各国でCOPDの診断、治療、予防のガイドラインが出された。日本においても、日本呼吸器学会が1999年「COPD（慢性閉塞性肺疾患）の診断と治療のためのガイドライン」第1版を発表した。さらに1997年、WHOとNHLBI、NIHは、全世界的なCOPDの予防と治療を目的として、GOLD（Global Initiative for Chronic Obstructive Lung Disease、慢性閉塞性肺疾患に対するグローバルイニシアチブ）という国際機関を発足させ、2001年COPDガイドラインを発表した。ここでは従来のガイドラインと違い、COPDを肺気腫、慢性気管支炎、末梢気道病変などの個々の疾患概念に分類したり異同を論じたりすることはせず、COPDを一つの疾患単位として扱うようになった。2013年には、従来のガイドラインに対して疾患定義の加筆修正、新知見を反映した薬物療法の追記、COPDの病態概念の追記、増悪の重要性、運動耐容能から身体活動性への概念の転換、災害などへの対応、文献のエビデンスレベルの記載と用語の統一、具体的な治療手順を示したアルゴリズムを新たに作成、などの改訂を行い第4版を発表した。